# 愛人［AI-REN］
《愛人[AI-REN]》是日本漫画家田中ユタカ在《ヤングアニマル》（白泉社）连载的黑色乌托邦题材的科幻漫画。连载于1999年11日至2002年10日。单行本共5卷。2009年1月发布“愛蔵版”2卷。

## 概要
故事发生在崩坏的未来，主角吉住生（ヨシズミ・イクル）曾在车祸中奄奄一息，却被植入一个女孩的身体而幸存下来，然而现在那个植入的部分企图夺取他的生命。在痛苦之中的主角向社会福利机构申请了人造人伴侣“爱人”。ヨシズミ・イクル得到了一位孩子气的“爱人”，并为她取名为“爱”（あい）。在世界末日到来之前，他们幸福地生活着，然而作为人造人的爱寿命是很短暂的，爱要先吉住生而去。

## 角色介绍
吉住生
男主角。善良聪明，孤寂寥落。在一场车祸中失去双亲，并在接受移植手术后身体每况日下，经常被过去恐怖的记忆困扰，以至于经常处于濒死状态。
擅长烹饪和家务，在自家院子里种有番茄等蔬菜。
在爱死去之后，被流弹击中，知道自己能与爱在彼岸重逢，欣喜而逝。
爱
陪伴将死者的人造人“爱人”。保持着一颗童心，对世界充满好奇。和吉住生相比，更开朗活泼。
喜欢将生活琐事和与生的感情生活写入日记。在生的指导下学习钢琴和吉他等乐器。她像一股清风，给人带来生机活力。最后在睡梦中安然而逝。
凪春香
吉住生的老师，“完美的人类”。正是她强迫生活下去。之前与生的关系暧昧，后来与爱的关系良好。凪春香也是一位受人尊敬的医生，所在医院即生之前接受治疗的地方。该医院似乎与当前崩坏的世界有着某种关联。
非常关心生和他的未来。同样关心着生和爱的孩子，在故事的最后把她从孵化器中释放出来。
吉住生与爱的孩子
出现在故事的最后，未有名字。在袭击凪春香住宅事件中她的人造子宫受损，被凪春香置入另一人造子宫中。继承了生和爱的精神。要在这崩坏的世界中坚强生存。

## 单行本
| 卷数 | 发售日         | ISBN               |
| ---- | -------------- | ------------------ |
| 01   | 1999年11月29日 | ISBN 4-592-13351-X |
| 02   | 2000年8月29日  | ISBN 4-592-13352-8 |
| 03   | 2001年6月29日  | ISBN 4-592-13353-6 |
| 04   | 2001年12月19日 | ISBN 4-592-13354-4 |
| 05   | 2004年9月29日  | ISBN 4-592-13355-2 |